# Лівобережний (район Москви)

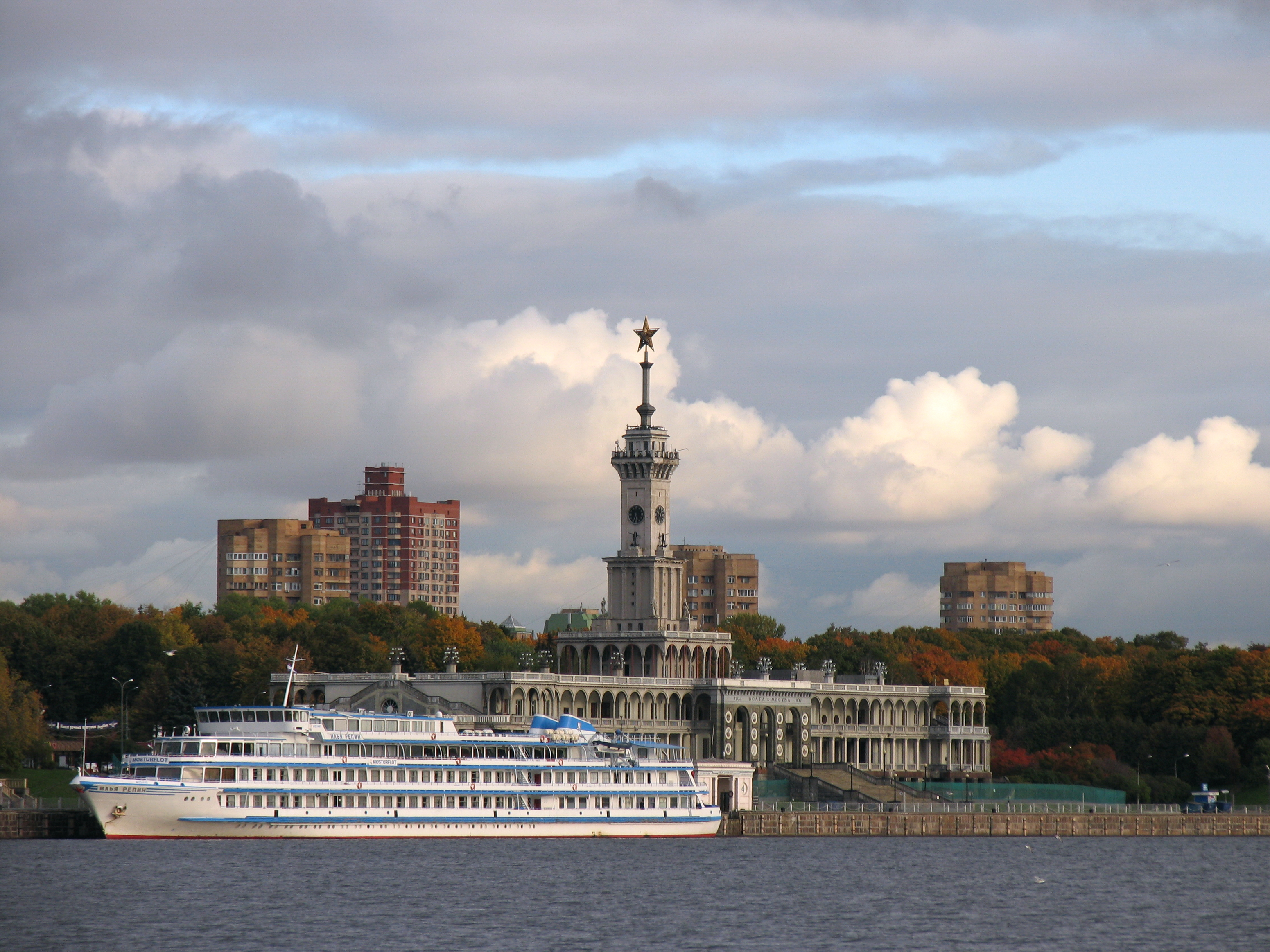
Будівля Північного річкового вокзалу — пам'ятка культурної спадщини Росії

Лівобережний — район і відповідне йому однойменне внутрішньоміське муніципальне утворення в Москві (Росія). Район входить у Північний адміністративний округ.